# Celebrity Rehab
Celebrity Rehab är en amerikansk realityserie där kända personer får hjälp att komma ur sitt missbruk. Serien har fått två avläggare, Sex Rehab with Dr. Drew och Sober House.

## Deltagare i urval
- Daniel Baldwin, skådespelare
- Jeff Conaway, skådespelare
- Brigitte Nielsen, skådespelare
- Steven Adler, musiker
- Gary Busey, skådespelare
- Rodney King, rånare som utsatts för polisbrutalitet
- Tawny Kitaen, skådespelare och fotomodell
- Heidi Fleiss, bordellmamma
- Mindy McCready, musiker
- Kari Ann Peniche, skönhetsdrottning
- Dennis Rodman , basketspelare
- Tom Sizemore, skådespelare
- Mike Starr, musiker
- Janice Dickinson, fotomodell
- Jeremy London, skådespelare
- Eric Roberts, skådespelare
- Jeremy Jackson, skådespelare
- Sean Young, skådespelare
- Amy Fisher, författare och pornografisk skådespelare